# استئصال الخثرة
استئصال الخثرة (الجلطة الدموية) (بالإنجليزية: Thrombectomy) يعرف استئصال الخثرة بطريقة ميكانيكية على أنه الإجراء الذي يتم من خلاله التدخل لإزالة  الجلطة الدموية (الخثرة) من الأوعية الدموية، ويُجرى عادة في الشرايين المخية، ويتفرع هذا الإجراء من علم الأشعة العصبي الجراحي.

## تطبيقات استئصال الخثرة على الدماغ
تعد  السكتة الدماغية السبب الخامس الأكثر شيوعاُ في التسبب بالوفاة في العالم الغربي، وهو أيضاً المسبب الأول للإعاقة طويلة المدى على مستوى العالم. حتى الآونة الأخيرة، كان التدخل لانحلال الفيبرين داخل الأوردة لمنع تطور الخثرة وحدوث أي مشاكل في مجرى الأوعية الدموية العلاج الوحيد  للمرضى الذين يعانون من الأعراض الحادة لبداية السكتة الدماغية بسبب انسداد كبير في الأوعية الدموية.
في العام 2015، نشرت مجلة نيوإنجلند الطبية نتائج خمس تجارب من بلدان مختلفة أثبتت سلامة وفعالية اسئصال الخثرة بطريقة ميكانيكية باستخدام جهاز "stent-retriever" المستخدم لإزالة التجلطات في مجرى الدم، مما برهن دور هذه العملية في تحسين النتائج وخفض معدلات الوفاة بالنسبة للمرضى اللذين مضى على إصابتهم 6 ساعات. يعتبر استئصال الخثرة في الوقت الحالي إجراء واسع النطاق يُجرى في غالبية المراكز الرئيسية المتمكنة لعلاج السكتة الدماغية في جميع أنحاء العالم.
نُشرت في العام 2018 نتائج تجارب"The DAWN and DEFUSE-3" التي أظهرت أن استئصال الخثرة ميكانيكاً هو علاج آمن وذو فعالية للأفراد اللذين يعانون من السكتة الدماغية الحادة لمدة تصل إلى 24 ساعة من لحظة بدء ظهور أعراضها.

## جهاز " stent-retriever" لاستئصال الخثرة
يمكن إجراء العملية تحت التخدير العام أو التخدير الواعي في غرفة تصوير الأوعية، وتتم عن طريق دفع نظام من القسطرة المحورية داخل مجرى الدورة الدموية الشريانية عن طريق الجلد إلى الشريان الفخذي الأيمن، ويُوضع أنبوب القسطرة الدقيق في الجزء المسدود ليقوم بعدها جهاز "stent-retriever" بدوره في إمساك الخثرة، ويتم بعدها سحبه من الشريان تحت استخدام شفط مستمر في عمليات القسطرة الكبيرة.

## الشفط المباشر
يعد الشفط المباشر تقنية مختلفة تستخدم في حالات استئصال الخثرة من الدماغ، وتُجرى عن طريق دفع أنبوب شفط كبير وليّن يستخدم لأغراض القسطرة في الوعاء الدموي المسدود والقيام بعدها بالشفط المباشر للتخلص من الخثرة. يمكن أن تستخدم هذه التقنية جنباً إلى جنب مع جهاز "stent-retriever" لتحقيق نتائج أفضل في فتح القنوات المسدودة، ولكن هذا يزيد من تعقيد الإجراء.
لم يتم التعمق في دراسة إجراء الشفط المباشر مثل دور جهاز "stent-retriever" في استئصال الخثرة، ولكنه يمتاز بأنه واسع نطاق الاستخدام بسبب بساطة استخدامه النسبية وكلفته المنخفضة.

## أنظر أيضا
- خثرة البطين الأيسر

## روابط خارجية
- https://www.bsuh.nhs.uk/wp-content/uploads/sites/5/2016/09/Acute-interventional-treatment-for-stroke-thrombectomy.pdf
- https://www.umassmed.edu/radiology/special-projects/stroke-treatment/
- https://radiopaedia.org/articles/mechanical-thrombectomy-for-acute-ischaemic-stroke